# Atlanta (lớp tàu tuần dương)
Lớp tàu tuần dương Atlanta là một lớp tám tàu tuần dương hạng nhẹ của Hải quân Hoa Kỳ, nguyên được thiết kế để hoạt động như những tàu tuần dương tuần tiễu nhanh hay soái hạm của hải đội khu trục, nhưng sau này được chứng tỏ là có hiệu quả trong vai trò tàu tuần dương phòng không trong Chiến tranh Thế giới thứ hai. Lớp tàu này còn được gọi là lớp Atlanta-Oakland; chiếc Oakland và những chiếc tiếp theo có dàn vũ khí hơi khác biệt vì chúng được tối ưu hơn cho hỏa lực phòng không. Với tám tháp pháo 5 in (130 mm) nòng đôi (tổng cộng 16 nòng pháo 5 inch), bốn chiếc đầu tiên của lớp Atlanta có dàn vũ khí phòng không mạnh mẽ nhất so với mọi tàu tuần dương trong Thế Chiến II. Hai chiếc thuộc lớp này đã bị đánh chìm trong chiến đấu: Atlanta và Juneau, cả hai đều đã bị mất trong trận Hải chiến Guadalcanal. Cả sáu chiếc còn sống sót đều được cho xuất biên chế không lâu sau khi chiến tranh kết thúc và tháo dỡ trong thập niên 1950.

## Thiết kế

### Đặc tính
Dàn pháo chính của lớp Atlanta nguyên thủy bao gồm tám tháp pháo 5 in (130 mm)/38 caliber nòng đôi; có khả năng bắn 17.600 lb (8.000 kg) đạn pháo mỗi phút, kể cả đạn pháo phòng không với kíp nổ tiếp cận "VT". Bắt đầu với chiếc Oakland, hai trong các tháp pháo 5 inch bên mạn được thay bằng tám khẩu pháo phòng không Bofors 40 mm có hiệu quả cao. Lớp Atlanta là lớp tàu tuần dương duy nhất của Hải quân Mỹ trong Thế Chiến II được trang bị ống phóng ngư lôi, với tám ống phóng ngư lôi 21 inch trên hai bệ bốn nòng.
Lớp được thiết kế với dàn vũ khí phòng không hạng hai đáng kể, bao gồm 16 khẩu pháo 1,1 inch/75 caliber trên các bệ bốn nòng, sau này được thay thế bằng kiểu pháo phòng không Bofors 40 mm và Oerlikon 20 mm. Thêm nhiều vũ khí các kiểu sau này được bổ sung khi chiến tranh tiếp diễn nhằm đối phó với các cuộc không kích Nhật Bản, đặc biệt là kiểu tự sát kamikaze. Oakland được hạ thủy với tám khẩu Bofors 40 mm và 16 khẩu pháo tự động 20 mm. Mặc dù mọi chiếc trong lớp đều được thiết kế như những soái hạm của chi hạm đội tàu khu trục, thiết kế nguyên thủy không bao gồm các vũ khí chống tàu ngầm như sonar và đường ray thả mìn sâu; chúng chỉ được bổ sung sau này. Khi các con tàu được xác định là có giá trị hơn trong vai trò phòng không, ray thả mìn sâu được tháo dỡ.
Chiếc tàu tuần dương được vận hành bằng bốn nồi hơi có áp suất tối đa 665 psi, nối liền với 2 turbine hơi nước hộp số, tạo ra một công suất 75.000 hp (56 MW), giúp con tàu duy trì được tốc độ tối đa 33,6 hải lý trên giờ (62 km/h). Khi chạy thử máy, Atlanta đạt được tốc độ 33,67 hải lý trên giờ (62 km/h) và công suất 78.985 mã lực. Những chiếc trong lớp Atlanta chỉ có vỏ giáp mỏng: tối đa 3,5 in (89 mm) bên mạn, trong khi cầu tàu chỉ huy và tháp pháo 5 inch chỉ được bảo vệ với 1,25 in (32 mm).
Các con tàu nguyên được thiết kế với thủy thủ đoàn gồm 26 sĩ quan và 523 thủy thủ, nhưng tăng lên 35 sĩ quan và 638 thủy thủ trên bốn chiếc đầu tiên, và 45 sĩ quan cùng 766 thủy thủ đối với nhóm thứ hai gồm bốn chiếc bắt đầu từ Oakland. Các con tàu còn được thiết kế như là soái hạm, với tiện nghi dành cho đô đốc và ban tham mưu của ông, nhưng chỗ trống này thường được dùng cho thủy thủ đoàn cần thiết để vận hành vũ khí phòng không và điện tử.

### Sự phê phán
Cho dù là một tàu phòng không chắc chắn, những tàu tuần dương lớp Atlanta hoạt động không tốt trong các cuộc giao chiến mặt biển. Chỉ có hai chiếc trong lớp từng tham gia tác chiến mặt biển và bị đánh chìm: Atlanta và Juneau, cả hai đều bị đánh chìm trong Chiến dịch Guadalcanal. Hải quân Mỹ bị mất ba tàu tuần dương hạng nhẹ trong Thế Chiến II, và hai trong số chúng là những chiếc được nêu tên bên trên.
Thiết kế của lớp Atlanta bị phê phán là thiếu sót một bộ điều khiển hỏa lực dành cho dàn pháo chính 5 inch của nó, làm giới hạn hiệu quả. Thoạt tiên cũng không có đủ hỏa lực phòng không tầm trung, như là pháo 1,1 inch/75 caliber, Bofors 40 mm và Oerlikon 20 mm. Những vấn đề này được điều chỉnh phần nào trong xưởng tàu hải quân vào cuối năm 1942, nhưng sau đó những chiếc lớp Atlanta lại bị quá tải so với kích cỡ của lườn tàu. Trong suốt Thế Chiến II và những năm sau chiến tranh, chúng có những vấn đề về trọng lượng nặng bên trên, chỉ được giải quyết bằng cách thiết kế lại cho lượt đặt hàng thứ ba, vốn trở thành một lớp tàu mới: lớp Juneau.

## Lịch sử phục vụ
Cả tám chiếc trong lớp đều đã phục vụ trong Thế Chiến II, và sáu chiếc đã sống sót qua cuộc chiến. Chiếc dẫn đầu của lớp, Atlanta, được đặt lườn ngày 22 tháng 4 năm 1940 và hạ thủy vào ngày 6 tháng 9 năm 1941. Nó được đưa vào hoạt động tại Xưởng hải quân New York ngày 24 tháng 12 năm 1941, chỉ vài tuần sau khi Nhật Bản tấn công Trân Châu Cảng ngày 7 tháng 12. Atlanta tham gia như một tàu tuần dương phòng không trong chiến thắng mang tính quyết định của Mỹ trong trận Midway vào tháng 6 năm 1942 trước khi được gửi xuống phía Nam chiến đấu tại quần đảo Solomon. Nó bị ngư lôi và hải pháo từ lực lượng tàu nổi Nhật Bản đánh chìm vào ngày 13 tháng 11 năm 1942 trong trận Hải chiến Guadalcanal. Juneau cũng bị hư hại nặng do tác chiến mặt biển trong cùng trận đánh, rồi bị tàu ngầm Nhật Bản I-26 đánh chìm vào ngày 13 tháng 11 năm 1942. Reno trúng ngư lôi ngoài khơi đảo Leyte vào ngày 4 tháng 11 năm 1944 gây một đám cháy lớn và ngập nước đáng kể, nhưng những nỗ lực kiểm soát hư hỏng của thủy thủ đoàn đã cứu nó không bị chìm.
Sau chiến tranh, sáu chiếc còn sống sót trong lớp được lần lượt cho ngừng hoạt động từ năm 1947 đến năm 1949 và đưa về hạm đội dự bị. Chúng được tái xếp lớp với một ký hiệu lườn mới CLAA (tàu tuần dương hạng nhẹ phòng không) vào năm 1949. Không có chiếc nào được đưa ra hoạt động thường trực trở lại; và cho đến những năm 1970 tất cả đều rút khỏi đăng bạ và bị tháo dỡ.

## Những chiếc trong lớp
| Tên (số hiệu lườn) | Xưởng tàu                                                               | Đặt lườn             | Hạ thủy              | Nhập biên chế        | Xuất biên chế                                                       | Số phận                                                             |
| ------------------ | ----------------------------------------------------------------------- | -------------------- | -------------------- | -------------------- | ------------------------------------------------------------------- | ------------------------------------------------------------------- |
| Atlanta (CL-51)    | Federal Shipbuilding and Drydock Company, Kearny, New Jersey            | 22 tháng 4 năm 1940  | 6 tháng 9 năm 1941   | 24 tháng 12 năm 1941 |                                                                     | Bị đánh chìm trong trận Hải chiến Guadalcanal, 13 tháng 11 năm 1942 |
| Juneau (CL-52)     | Federal Shipbuilding and Drydock Company, Kearny, New Jersey            | 27 tháng 5 năm 1940  | 25 tháng 10 năm 1941 | 14 tháng 2 năm 1942  | Bị đánh chìm trong trận Hải chiến Guadalcanal, 13 tháng 11 năm 1942 |                                                                     |
| San Diego (CL-53)  | Bethlehem Steel Corporation, Fore River Shipyard, Quincy, Massachusetts | 27 tháng 3 năm 1940  | 26 tháng 7 năm 1941  | 10 tháng 1 năm 1942  | 4 tháng 11 năm 1946                                                 | Rút đăng bạ 1 tháng 3 năm 1959; bán để tháo dỡ 3 tháng 12 năm 1960  |
| San Juan (CL-54)   | Bethlehem Steel Corporation, Fore River Shipyard, Quincy, Massachusetts | 15 tháng 5 năm 1940  | 6 tháng 9 năm 1941   | 28 tháng 2 năm 1942  | 9 tháng 11 năm 1946                                                 | Rút đăng bạ 1 tháng 5 năm 1959; bán để tháo dỡ 31 tháng 10 năm 1961 |
| Phân lớp Oakland   |                                                                         |                      |                      |                      |                                                                     |                                                                     |
| Oakland (CL-95)    | Bethlehem Steel Corporation, San Francisco, California                  | 15 tháng 7 năm 1941  | 23 tháng 10 năm 1942 | 17 tháng 7 năm 1943  | 1 tháng 7 năm 1949                                                  | Rút đăng bạ 1 tháng 3 năm 1959; bán để tháo dỡ 1 tháng 12 năm 1959  |
| Reno (CL-96)       | Bethlehem Steel Corporation, San Francisco, California                  | 1 tháng 8 năm 1941   | 23 tháng 12 năm 1942 | 28 tháng 12 năm 1943 | 4 tháng 11 năm 1946                                                 | Rút đăng bạ 1 tháng 3 năm 1959; bán để tháo dỡ 22 tháng 3 năm 1962  |
| Flint (CL-97)      | Bethlehem Steel Corporation, San Francisco, California                  | 1 tháng 8 năm 1941   | 25 tháng 1 năm 1944  | 31 tháng 8 năm 1944  | 6 tháng 5 năm 1947                                                  | Rút đăng bạ 1 tháng 6 năm 1965; bán để tháo dỡ 6 tháng 10 năm 1966  |
| Tucson (CL-98)     | Bethlehem Steel Corporation, San Francisco, California                  | 23 tháng 12 năm 1942 | 3 tháng 9 năm 1944   | 3 tháng 2 năm 1945   | 11 tháng 6 năm 1949                                                 | Rút đăng bạ 1 tháng 6 năm 1965; bán để tháo dỡ 24 tháng 2 năm 1971  |